# Cléber
Cléber, właśc. Cléber Guedes de Lima (ur. 29 kwietnia 1974 w Brasílii) – brazylijski piłkarz występujący na pozycji obrońcy oraz trener.
Swoją karierę piłkarską rozpoczynał w brazylijskim klubie Portuguesa. Następnie grał w Internacional-SP, skąd jego kartę zawodniczą wykupił sponsor, który decydował o tym w jakich klubach ma grać piłkarz. Najpierw trafił do klubu XV de Piracicaba, z którym wygrał rozgrywki brazylijskiej Série C. Był wypożyczony do Cruzeiro EC, z którym wygrał rozgrywki Copa Libertadores. Grał też w Guarani FC, União Barbarense i SE Gama. W 2000 roku trafił do portugalskiego CF Os Belenenses. Rok później został wykupiony przez Vitorię Guimarães, gdzie grał przez 5 lat i był kapitanem zespołu. Następnie przeszedł do Wisły Kraków, z którą dwa razy został mistrzem Polski w sezonach 2007/2008 i 2008/2009. W 2009 roku został sprzedany do Tierieka Grozny. Po niespełna roku powrócił do Wisły i w niej zakończył pod koniec 2010 roku swoją piłkarską karierę. W sezonie 2010/2011 Cléber zdobył trzecie w swojej karierze mistrzostwo Ekstraklasy z Wisłą. W 2014 roku wznowił swoją karierę piłkarską w Garbarzu Zembrzyce.

## Kariera klubowa

### Kluby brazylijskie
Cléber swój pierwszy profesjonalny kontrakt podpisał z klubem Portuguesa w 1993 roku. W brazylijskiej Série A zadebiutował 4 września 1993 roku, w spotkaniu z Criciúmą. Po roku przeszedł do klubu Internacional-SP, później jego karta zawodnicza została wykupiona przez sponsora, linie lotnicze TAM, które umieściły go w klubie XV de Piracicaba. W grudniu 1995 roku zwyciężył z tym klubem w rozgrywkach brazylijskiej Série C. Następnie został wypożyczony na rok do Cruzeiro EC. W 1997 roku zwyciężył z tym klubem w rozgrywkach Copa Libertadores. Na czas rozgrywek krajowych wrócił do występującego wówczas w Série B klubu XV de Piracicaba. 1998 rok spędził w klubie Guarani FC, gdzie występował w rozgrywkach stanowych Série A1 Campeonato Paulista, oraz krajowych Série A. W 1999 roku występował w rozgrywkach stowych Série A1 Campeonato Paulista w barwach klubu União Barbarense. Cléber zagrał tam w 12 spotkaniach najwyższej ligi stanu São Paulo. Natomiast na czas trwania rozgrywek krajowych trafił do klubu Gama, występującego wówczas w Série A. W 2000 roku występował ponownie w União Barbarense w rozgrywkach stanowych Série A1 Campeonato Paulista, gdzie zdobył dla swojego zespołu jedną bramkę.

### Belenenses i Vitória Guimarães
Na początku sezonu 2000/2001 trafił do klubu portugalskiej SuperLigi, CF Os Belenenses. W lidze portugalskiej zadebiutował 27 sierpnia 2000 roku w spotkaniu z FC Porto. Po roku występów w Belenenses zawodnik przeniósł się do Vitórii Guimarães, która wykupiła jego kartę zawodniczą od linii lotniczych TAM. W Vitórii Cléber spędził 5 lat występując w portugalskiej SuperLidze. Swoją pierwszą bramkę w lidze portugalskiej strzelił 20 sierpnia 2001 roku w spotkaniu z SC Farense. Była to jedyna bramka w tym meczu, która zapewniła Vitórii wygraną. 15 września 2005 roku zdobył bramkę, w spotkaniu I rundy pucharu UEFA przeciwko Wiśle Kraków. W Vitórii Guimarães pełnił funkcję kapitana zespołu.

### Wisła Kraków
11 czerwca 2006 roku Cléber trafił do Wisły Kraków. Z krakowskim klubem podpisał dwuletni kontrakt. W polskiej Ekstraklasie zadebiutował 29 lipca 2006 roku w meczu z Górnikiem Zabrze. W 22 minucie tego spotkania zdobył swoją debiutancką bramkę w barwach Wisły Kraków, w meczu ligowym. Został wybrany najlepszym obcokrajowcem grającym na boiskach ekstraklasy w 2006 roku, w głosowaniu, w którym wzięli udział wyłącznie trenerzy klubów Ekstraklasy. Redakcja tygodnika Piłka nożna w organizowanym przez siebie corocznym plebiscycie uhonorowała zawodnika wybierając go do „jedenastki obcokrajowców Orange Ekstraklasy” za rok 2006. Cléber zdobył również piłkarskiego Oscara za rok 2006 w kategorii: „Najlepszy obcokrajowiec Orange Ekstraklasy”, w plebiscycie Canal Plus. 9 listopada 2007 roku zawodnik przedłużył swój kontrakt z Wisły Kraków do czerwca 2010 roku. W sezonie 2007/2008 był pewnym punktem „Białej Gwiazdy” i wywalczył z nią Mistrzostwo Polski. 6 sierpnia 2008 roku zdobył swoją pierwszą bramkę dla Wisły w europejskich pucharach, trafiając do siatki w rewanżowym spotkaniu II rundy eliminacyjnej Ligi Mistrzów z Beitarem. 26 sierpnia 2008 zdobył zwycięską bramkę dla Wisły Kraków w spotkaniu z FC Barcelona, które odbyło się w ramach III rundy eliminacyjnej Ligi Mistrzów.

### Terek Grozny
3 marca 2009 roku Cléber podpisał kontrakt z grającym w rosyjskiej Premier Lidze klubem ze stolicy Czeczenii – Terekiem Grozny. Kwota transferowa nie została ujawniona przez kluby. W swoim ligowym debiucie w barwach Tierieka ze Spartakiem Nalczyk zdobył bramkę. W sezonie 2009 zagrał w 18 meczach, w rosyjskiej Premier Lidze. Zawodnik w trakcie trwania sezonu często borykał się z kontuzjami i sam poprosił klub o możliwość rozwiązania umowy. Po zakończeniu sezonu Cléber rozwiązał kontrakt z Tieriekiem za porozumieniem stron.

### Powrót do Wisły Kraków

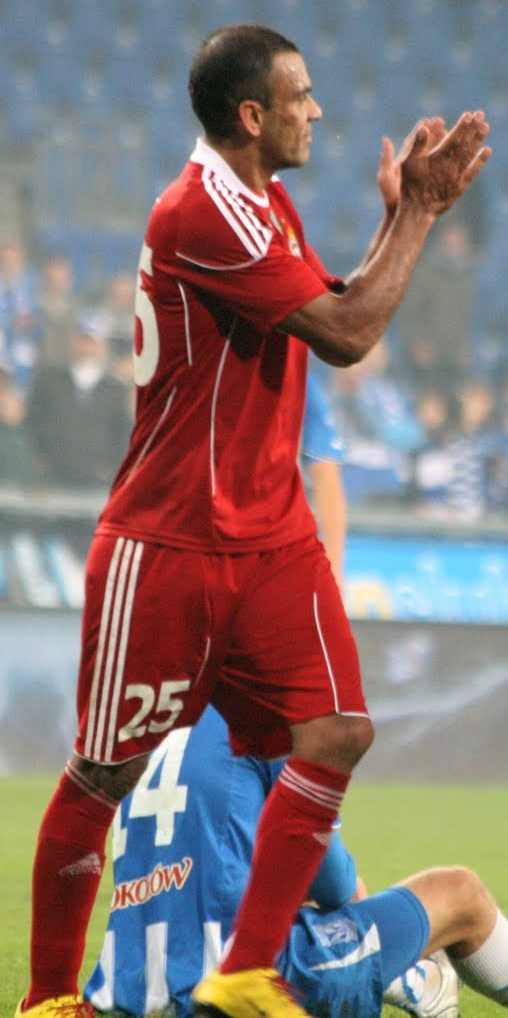
Cléber w swoim ostatnim meczu w karierze

Po rozwiązaniu kontraktu z Terekiem Brazylijczyk postanowił wrócić do Wisły Kraków. Podpisał z klubem roczną umowę, która weszła w życie 1 stycznia 2010 roku. 31 października w końcówce meczu przeciwko Lechowi Poznań na Clébera wpadł Joël Tshibamba, który przygniótł Brazylijczka do murawy. W efekcie Cléber doznał poważnej kontuzji kręgosłupa i musiał zostać zwieziony karetką z boiska. Kontuzja okazała się na tyle poważna, że zawodnik był zmuszony przedwcześnie zakończyć piłkarską karierę. W sezonie 2010/11 Cléber zdobył trzecie w karierze mistrzostwo Ekstraklasy z Wisłą.
Po zakończeniu kariery piłkarskiej Cléber pozostał w Wiśle Kraków i rozpoczął pracę na stanowisku skauta, z której zrezygnował w czerwcu 2011 roku.

## Statystyki
| Sezon     | Klub             | Liga          | Liczba meczów | Liczba bramek |
| --------- | ---------------- | ------------- | ------------- | ------------- |
| 1993      | Portuguesa       | Série A       | 2             | 0             |
| 1998      | Guarani FC       | Série A       | 6             | 0             |
| 1999      | Gama             | Série A       | 6             | 0             |
| 2000/2001 | CF Os Belenenses | SuperLiga     | 28            | 0             |
| 2001/2002 | Vit. Guimarães   | SuperLiga     | 32            | 3             |
| 2002/2003 | Vit. Guimarães   | SuperLiga     | 30            | 2             |
| 2003/2004 | Vit. Guimarães   | SuperLiga     | 21            | 0             |
| 2004/2005 | Vit. Guimarães   | SuperLiga     | 27            | 2             |
| 2005/2006 | Vit. Guimarães   | SuperLiga     | 27            | 2             |
| 2006/2007 | Wisła Kraków     | Ekstraklasa   | 25            | 6             |
| 2007/2008 | Wisła Kraków     | Ekstraklasa   | 26            | 4             |
| 2008/2009 | Wisła Kraków     | Ekstraklasa   | 14            | 0             |
| 2009      | Terek Grozny     | Priemjer-Liga | 18            | 1             |
| 2009/2010 | Wisła Kraków     | Ekstraklasa   | 0             | 0             |
| 2010/2011 | Wisła Kraków     | Ekstraklasa   | 8             | 0             |

## Osiągnięcia

### XV de Piracicaba
- Série C: 1995

### Cruzeiro
- Copa Libertadores: 1997

### Wisła Kraków
- Ekstraklasa: 2007–08, 2008–09, 2010–11

### Indywidualne
- Piłkarski Oscar „Najlepszy Obcokrajowiec Ekstraklasy”: 2006